# Dwór na Starołęce w Poznaniu
Zespół dworski na Starołęce Wielkiej – zespół dworsko-folwarczny, zlokalizowany w Poznaniu, na Starołęce Wielkiej, przy ul. Skoczowskiej róg Masztowej. Stanowi własność prywatną. Znajduje się w ruinie.

## Charakterystyka
Zasadnicza część dworu pochodzi z drugiej połowy XIX wieku i ma charakter parterowej rezydencji. W początku XX wieku (1907-1910) Marcin Bidermann (ówczesny właściciel obiektu) dobudował od południa nową część i nadał całości modny wówczas, secesyjny charakter. Powstała w wyniku tego niezbyt harmonijna całość (421 m²) o dwóch wyraźnie różnych bryłach.
Część starsza nakryta jest wysokim mansardowym dachem. Na osi głównego wejścia dominuje wysoka wystawka. Część nowsza posiada dwie kondygnacje, nakryta jest dachem płaskim z attyką. W partii parteru ujednolicono detal i stolarkę okienną, celem zharmonizowania brył. Ozdobny kartusz w zachodniej ścianie szczytowej nawiązuje do osiągnięć secesji wiedeńskiej. Skrajna oś elewacji ozdobiona została za pomocą męskiej maski.

## Otoczenie
Dwór otacza częściowo zachowany park (3,7 hektara) z ozdobną, secesyjną bramą wjazdową (1906) i murem z kratami, do której prowadzą resztki alei (ul. Skoczowska, wpisana do rejestru zabytków w 2013, pod numerem 883/Wlkp/A). Od południa zachowane są zabudowania folwarczne.

## Dojazd
Dojazd do obiektu ulicą Starołęcką i Skoczowską. Najbliższy przystanek linii autobusowej 58, to Żeglarska N/Ż.

## Galeria

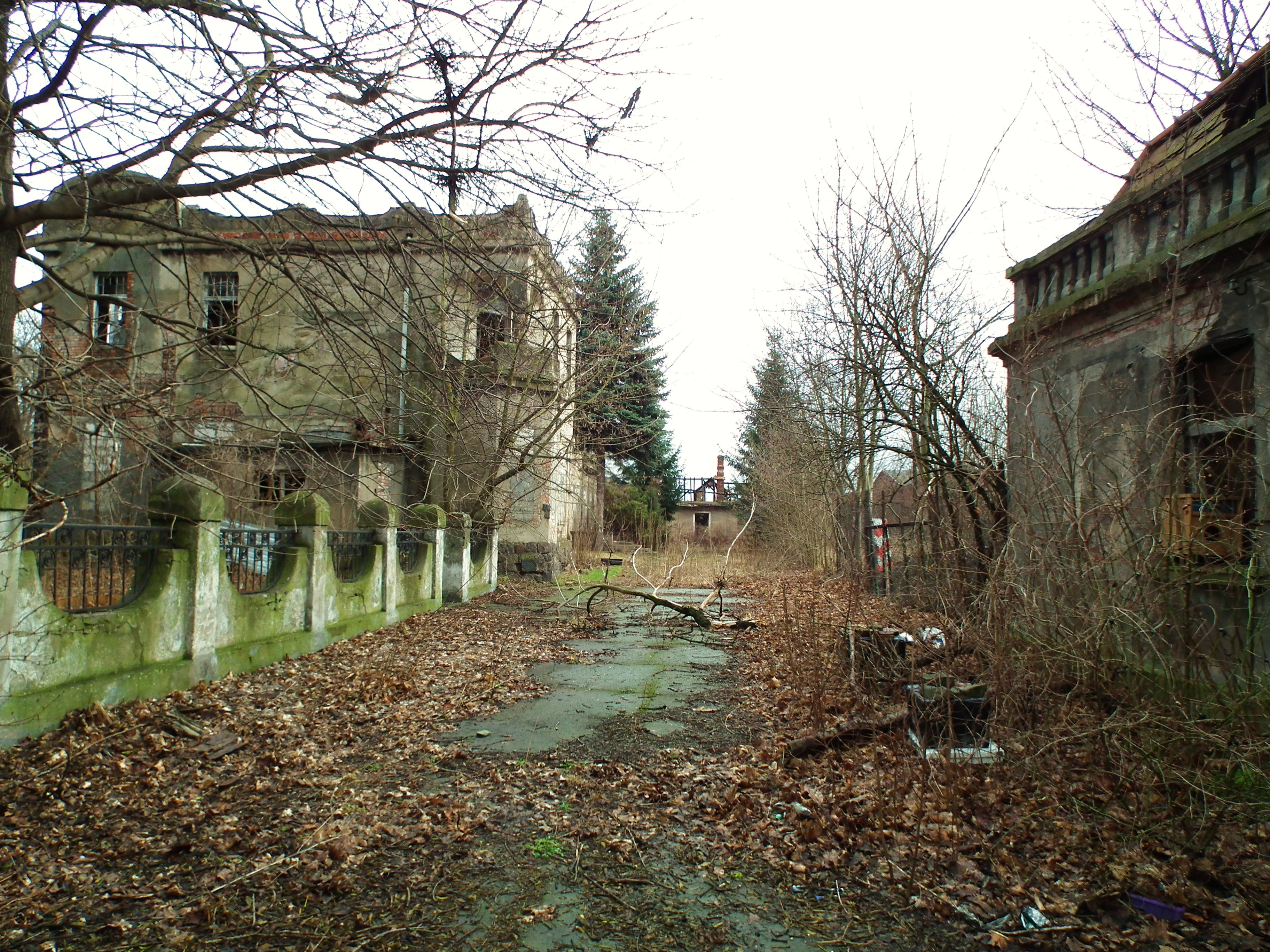
Widok od bramy
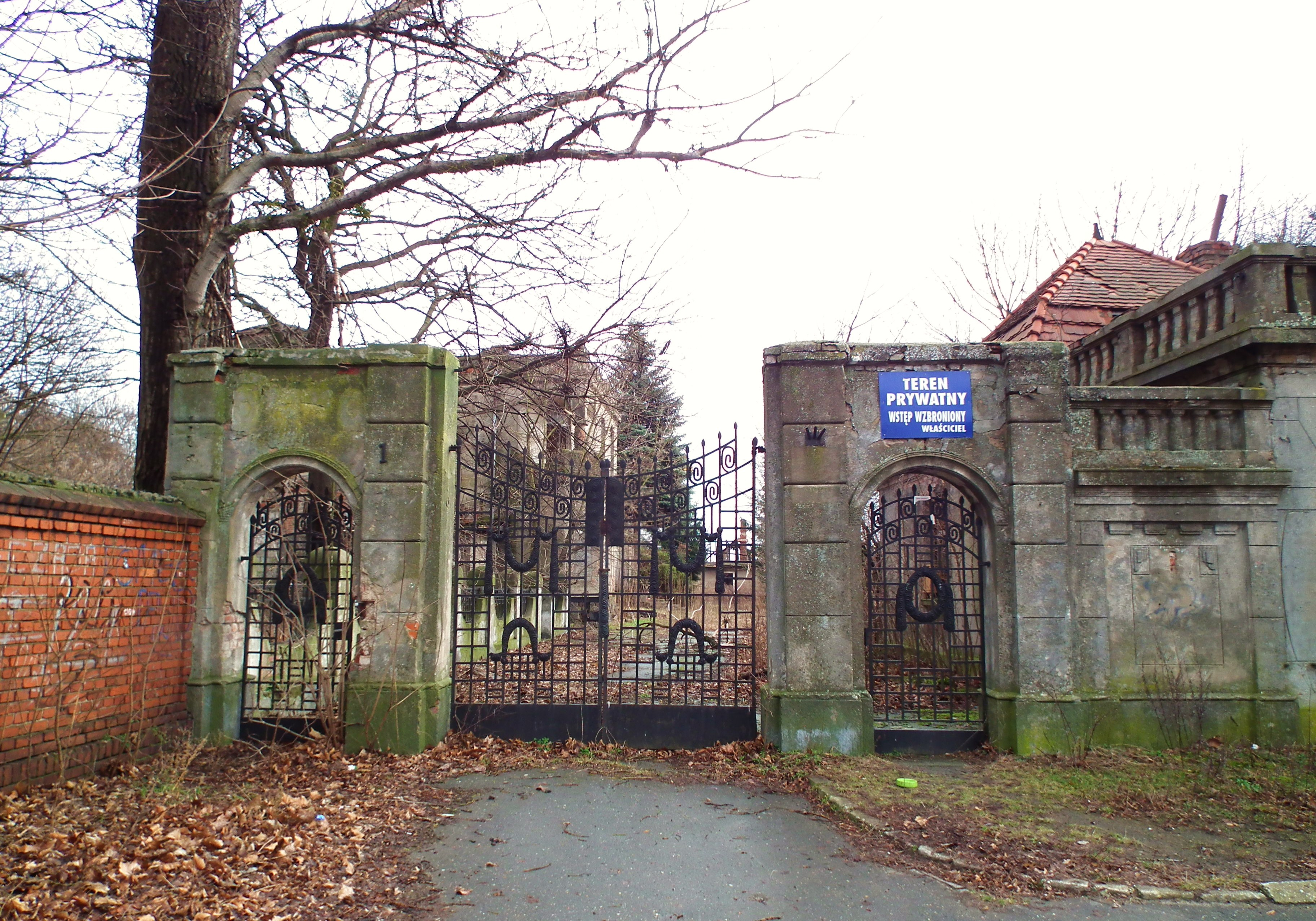
Secesyjna brama
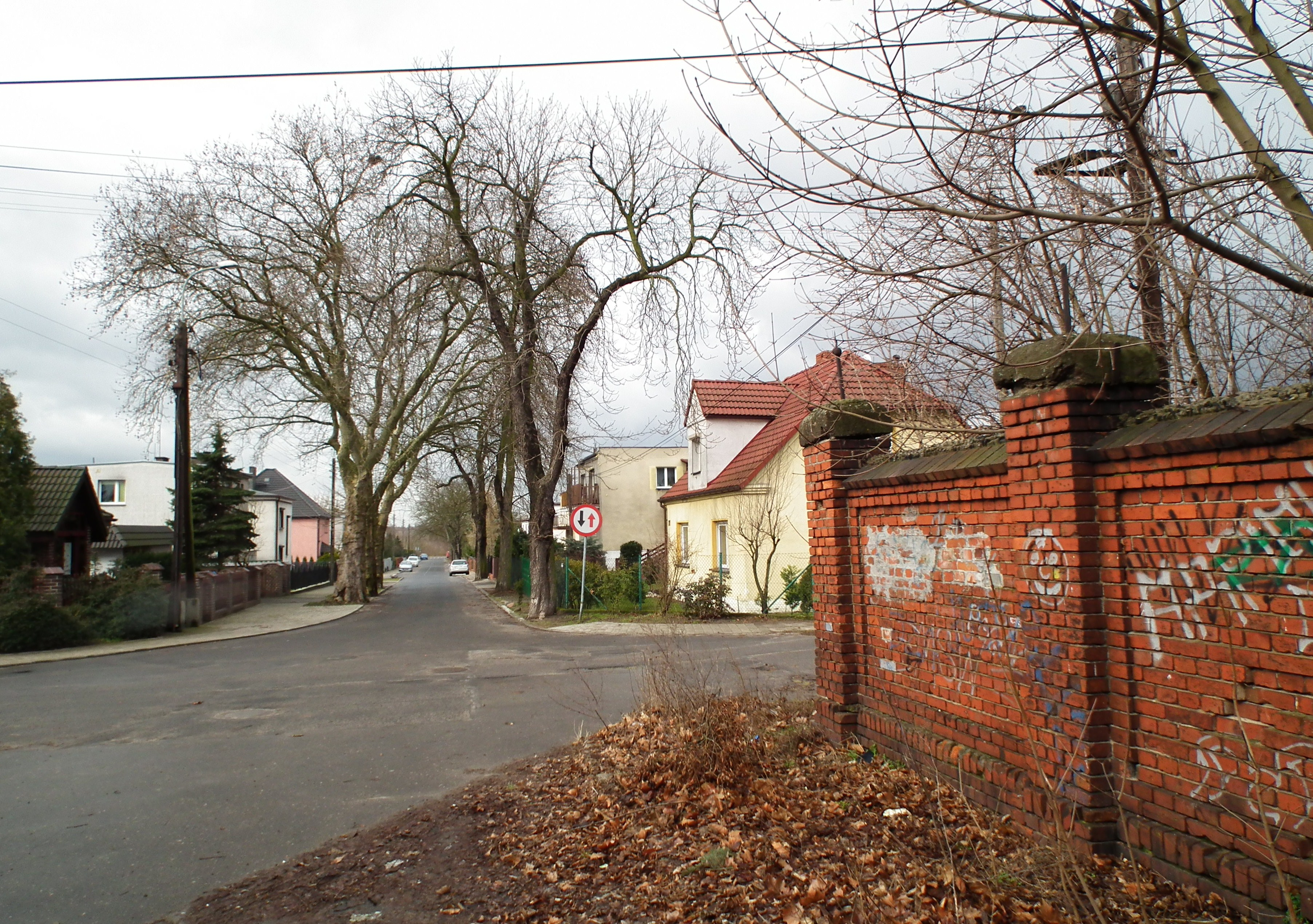
Aleja (ul. Skoczowska)